# Advanced Strategic Command
Advanced strategic command 是一个回合制策略遊戲，仿照战岛系列的第二和第三部作品。现在使用SDL库，代码以C++为主。原来却是用的Borland Pascal。核心授权协议是GPLv2支持的系统平台有Linux、Mac、Windows。

## 游戏方式
类似当前普通即使战略游戏的回合制版本。在范围有限的六边形地图中，运用策略，指挥现代化武装部队进行战斗，考虑弹药补给和部队特性统率战局，注意金属油料资源利用，以完成特定任务目标。默认有战场迷雾，不过也可消除。各种特性类似于“战岛2和3”。
除了单机任务，还支持单机多人游戏和联机游戏，可以用电子邮件邀请网络对战，通过邮件通知对方走下一步，也能加入到服务器寻找对手。

## 影响
基于这个游戏，有群德国人建立了专门的联网对战的Battle Planet Project

## 其他
- 重要开源游戏列表
- Crimson Fields
- 战岛 (游戏系列)